# Türk Tabipleri Birliği
Die Türk Tabipleri Birliği (TTB; „Türkischer Ärztebund“, wörtlich „Verband der türkischen Ärzte“) ist die berufsständische Körperschaft der freiberuflichen Ärzte in der Türkei, die nach dem Gesetz Nr. 6023 vom 23. Januar 1953 gegründet wurde und eine Einrichtung des öffentlichen Rechts ist. In ihr sind die Ärztekammern aus den Provinzen der Türkei zusammengeschlossen, in denen es mindestens 100 Mediziner gibt. Im Jahr 2006 waren dies 65 von 81 Provinzen. Mitglieder des TTB-Zentralrats wurden entlassen. Es wurden Treuhänder ernannt. Zu ihren Aufgaben gehört der Schutz der Volksgesundheit, der Berufsethik, Mitsprache bei der Ausbildung, Einsatz für die Interessen des Arztberufs und Schutz der materiellen und moralischen Rechte der Mitglieder. Die TTB finanziert sich in erster Linie durch Mitgliederbeiträge und erhält keine Unterstützung von der Regierung.

## Organisatorischer Aufbau
Die TTB wurde 1953 in Istanbul gegründet und verlegte 1983 ihren Sitz nach Ankara. In den Ärztekammern der Provinzen (İl Tabip Odaları) wählen die Mitglieder einen aus fünf bis sieben Personen bestehenden Vorstand. Für disziplinarische Angelegenheiten sind Ehrenräte (Onur Kurulları) zuständig und die Finanzen werden von Kontrollräten (Denetim Kurulları) überprüft. Alle zwei Jahre wählen diese Gremien Delegierte, die in der TTB den 11-köpfigen Zentralrat (Merkez Konseyi) sowie den Ehren- und Kontrollrat wählen. Für die Durchführung der Aufgaben wählt der Generalvorstand (je zwei Delegierte aus den Kammern) einen 7-köpfigen zentralen Exekutivrat (Merkez Yürütme Kurulu), der jeden Monat zusammentritt.

## Mitgliedschaft
Die Mitgliedschaft ist für freiberufliche Mediziner obligatorisch. Mediziner im öffentlichen Dienst können auf Antrag Mitglieder werden. Die Hälfte der Mitglieder war 2006 im öffentlichen Sektor beschäftigt. Die TTB ist Mitglied im Weltärztebund und ist auch am Europäischen Forum der Ärztekammern beteiligt. Die TTB hatte 2020 ungefähr 110.000 Mitglieder.

## Vorsitzende
- seit 2020: Şebnem Korur Fincancı
- 2018–2020: Sinan Adıyaman
- 2016–2018: Raşit Tükel
- 2014–2016: Bayazıt İlhan
- 2012–2014: Ahmet Özdemir Aktan
- 2010–2012: Eriş Bilaloğlu
- 2006–2010: Gençay Gürsoy
- 1996–2006: Füsun Sayek
- 1990–1996: Selim Ölçer
- 1984–1990: Nusret Fişek

## Belege
1. 1 2  Hekimlerin İradesine Saygı Oyların Yüzde 51’ini Alan Bütün Ülkeyi Yönetecek Oyların Yüzde 70’ini Alan Tabip Odasını Yönetemeyecek!; aus der Homepage der TTB; nur in Türkisch; 6. Mai 2020; abgerufen am 26. Oktober 2022
2. ↑  Der Gesetzestext im türkischen Original Türk Tabİplerİ Bİrlİğİ Kanunu ist auf der Homepage der TTB vorhanden; abgerufen am 4. März 2014
3. 1 2 3 4 5  Die Informationen stammen von der Seite Türk Tabipleri Birliği; Nedir? Ne Yapar? und geben den Stand vom 17. Februar 2006 wieder. Die Seite ist auch in englischer Übersetzung vorhanden; abgerufen am 4. März 2014